# HD 114623
HD 114623 — двойная звезда в созвездии Волос Вероники на расстоянии приблизительно 416 световых лет (около 127 парсек) от Солнца. Видимая звёздная величина звезды — +9,906m.
Объект околопланетной массы MARVELS-11 b открыт группой астрономов в 2017 году.

## Характеристики
Первый компонент — жёлто-белая звезда спектрального класса G0, или F9V. Масса — около 1,158 солнечной, радиус — около 1,169 солнечного, светимость — около 1,603 солнечной. Эффективная температура — около 5960 K.
Второй компонент (MARVELS-11 b) — коричневый карлик. Масса — не менее 52,1 юпитерианской. Орбитальный период — около 11,612 суток. Удалён в среднем на 0,1 а.е..

## Планетная система
В 2019 году учёными, анализирующими данные проектов HIPPARCOS и Gaia, у звезды обнаружена планета HIP 64361 c.